# Bernhard Heitz
Bernhard Heitz (Rosendahl, 1º marzo 1942) è un vescovo vetero-cattolico tedesco naturalizzato austriaco.

## Biografia
Nel 1969 fu ordinato presbitero cattolico. Heitz apparteneva all'Ordine dei Redentoristi.
Dal 1981 al 1994 è stato parroco vetero-cattolico di Rosenheim, dal 1991 come decano.
Dopo l'elezione da parte del Sinodo, il 18 dicembre 1994 è stato ordinato vescovo a Vienna, succedendo a Nikolaus Hummel.
È sposato con Monika Lamers e dal 1999 è cittadino austriaco. Nel giugno 2007 ha annunciato che a fine anno avrebbe rassegnato le dimissioni. Lo stesso anno, col tedesco Joachim Vobbe ed il ceco Dušan Hejbal ha seguito la nascita della Chiesa vetero-cattolica in Ucraina.
Il suo successore alla cattedra austriaca è John Ekemenzie Okoro.